# Ichneumon leucorrhous
Ichneumon leucorrhous là một loài tò vò trong họ Ichneumonidae.